# Liste der österreichischen Botschafter

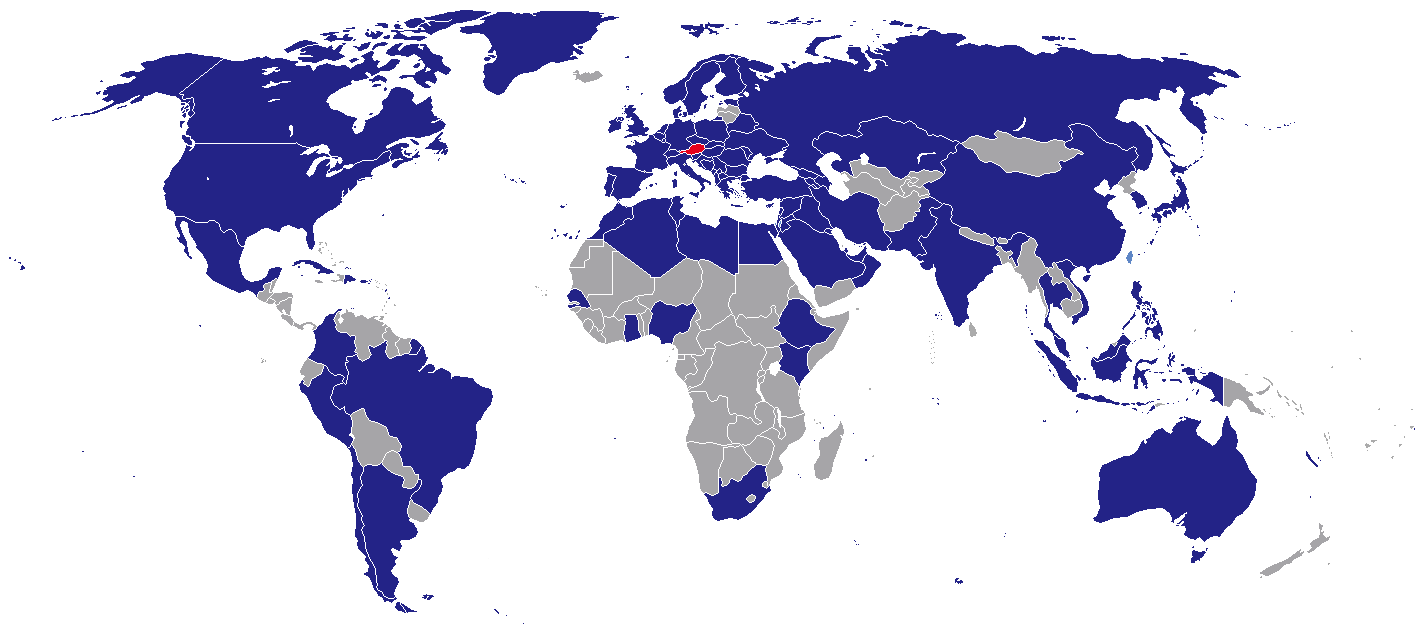
Staaten, in denen Botschaften der Republik Österreich (rot) bestehen (blau)

Dies ist eine Liste aller amtierenden Botschafter der Republik Österreich sowie aller Ständigen Vertreter bei zwischen- und überstaatlichen Organisationen.
Das Bundesministerium für Europa, Integration und Äußeres unterhält momentan in 82 Staaten Botschaften, Generalkonsulate und Kulturforen. Darüber hinaus kommen mehrere ständige Vertretungen bei Internationalen Organisationen.

## Botschafter in Staaten, die von Österreich diplomatisch anerkannt sind
Botschafter rotieren in der Regel alle vier Jahre. Ältere Angaben hier sind womöglich veraltet.
| Staat                                          | Sitz | Botschafter | Amtsantritt | Hauptartikel |
| ---------------------------------------------- | --- | --- | --- | --- |
| Afghanistan                                    | siehe Pakistan                                                                                                   | siehe Pakistan                                                                                                   | siehe Pakistan                                                                                                   | siehe Pakistan                                                                                                   |
| Ägypten                                        | Kairo | Georg Pöstinger                                                                                                  | 2023 | Details |
| Albanien                                       | Tirana | Monika Zach | 2024 | Details |
| Algerien                                       | Algier | Christine Moser                                                                                                  | 2021 | Details |
| Andorra                                        | siehe Spanien | siehe Spanien | siehe Spanien | siehe Spanien |
| Angola                                         | siehe Südafrika                                                                                                  | siehe Südafrika                                                                                                  | siehe Südafrika                                                                                                  | siehe Südafrika                                                                                                  |
| Antigua und Barbuda                            | siehe Kuba | siehe Kuba | siehe Kuba | siehe Kuba |
| Äquatorialguinea                               | siehe Nigeria | siehe Nigeria | siehe Nigeria | siehe Nigeria |
| Argentinien                                    | Buenos Aires | Andreas Melán | 2021 | Details |
| Armenien                                       | siehe Georgien                                                                                                   | siehe Georgien                                                                                                   | siehe Georgien                                                                                                   | siehe Georgien                                                                                                   |
| Aserbaidschan                                  | Baku | Thomas Schuller-Götzburg                                                                                         | 2022 | Details |
| Äthiopien                                      | Addis Abeba | Simone Knapp | 2022 | Details |
| Australien                                     | Canberra | Elisabeth Kögler                                                                                                 | 2023 | Details |
| Bahamas                                        | siehe Vereinigte Staaten                                                                                         | siehe Vereinigte Staaten                                                                                         | siehe Vereinigte Staaten                                                                                         | siehe Vereinigte Staaten                                                                                         |
| Bahrain                                        | siehe Kuwait | siehe Kuwait | siehe Kuwait | siehe Kuwait |
| Bangladesch                                    | siehe Indien | siehe Indien | siehe Indien | siehe Indien |
| Barbados                                       | siehe Kolumbien                                                                                                  | siehe Kolumbien                                                                                                  | siehe Kolumbien                                                                                                  | siehe Kolumbien                                                                                                  |
| Belgien                                        | Brüssel | Jürgen Meindl | 2023 | Details |
| Belize                                         | siehe Mexiko | siehe Mexiko | siehe Mexiko | siehe Mexiko |
| Benin                                          | siehe Nigeria | siehe Nigeria | siehe Nigeria | siehe Nigeria |
| Bhutan                                         | siehe Indien | siehe Indien | siehe Indien | siehe Indien |
| Bolivien                                       | siehe Peru | siehe Peru | siehe Peru | siehe Peru |
| Bosnien und Herzegowina                        | Sarajevo | Georg Diwald | 2024 | Details |
| Botswana                                       | siehe Südafrika                                                                                                  | siehe Südafrika                                                                                                  | siehe Südafrika                                                                                                  | siehe Südafrika                                                                                                  |
| Brasilien                                      | Brasília | Stefan Scholz | 2021 | Details |
| Brunei                                         | siehe Malaysia                                                                                                   | siehe Malaysia                                                                                                   | siehe Malaysia                                                                                                   | siehe Malaysia                                                                                                   |
| Bulgarien                                      | Sofia | Andrea Ikic-Böhm                                                                                                 | 2022 | Details |
| Burkina Faso                                   | siehe Senegal | siehe Senegal | siehe Senegal | siehe Senegal |
| Burundi                                        | siehe Kenia | siehe Kenia | siehe Kenia | siehe Kenia |
| Chile                                          | Santiago de Chile                                                                                                | Renate Kobler | 2024 | Details |
| Volksrepublik China                            | Peking | Andreas Riecken                                                                                                  | 2021 | Details |
| Costa Rica                                     | siehe Mexiko | siehe Mexiko | siehe Mexiko | siehe Mexiko |
| Dänemark                                       | Kopenhagen | Alice Irvin | 2021 | Details |
| Deutschland                                    | Berlin | Alexander Marschik                                                                                               | 2025 | Details |
| Dominica                                       | siehe Kuba | siehe Kuba | siehe Kuba | siehe Kuba |
| Dominikanische Republik                        | siehe Kuba | siehe Kuba | siehe Kuba | siehe Kuba |
| Dschibuti                                      | siehe Äthiopien                                                                                                  | siehe Äthiopien                                                                                                  | siehe Äthiopien                                                                                                  | siehe Äthiopien                                                                                                  |
| Ecuador                                        | siehe Kolumbien                                                                                                  | siehe Kolumbien                                                                                                  | siehe Kolumbien                                                                                                  | siehe Kolumbien                                                                                                  |
| Elfenbeinküste                                 | siehe Senegal | siehe Senegal | siehe Senegal | siehe Senegal |
| El Salvador                                    | siehe Mexiko | siehe Mexiko | siehe Mexiko | siehe Mexiko |
| Eritrea                                        | siehe Ägypten | siehe Ägypten | siehe Ägypten | siehe Ägypten |
| Estland                                        | Tallinn | Peter Mikl | 2022 | Details |
| Eswatini                                       | siehe Südafrika                                                                                                  | siehe Südafrika                                                                                                  | siehe Südafrika                                                                                                  | siehe Südafrika                                                                                                  |
| Fidschi                                        | siehe Australien                                                                                                 | siehe Australien                                                                                                 | siehe Australien                                                                                                 | siehe Australien                                                                                                 |
| Finnland                                       | Helsinki | Herbert Pichler                                                                                                  | 2023 | Details |
| Frankreich                                     | Paris | Barbara Kaudel-Jensen                                                                                            | 2024 | Details |
| Gabun                                          | siehe Nigeria | siehe Nigeria | siehe Nigeria | siehe Nigeria |
| Gambia                                         | siehe Senegal | siehe Senegal | siehe Senegal | siehe Senegal |
| Georgien                                       | Tiflis | Robert Gerschner                                                                                                 | 2024 | Details |
| Ghana                                          | siehe Nigeria | siehe Nigeria | siehe Nigeria | siehe Nigeria |
| Grenada                                        | siehe Kuba | siehe Kuba | siehe Kuba | siehe Kuba |
| Griechenland                                   | Athen | Gerda Vogl | 2023 | Details |
| Guatemala                                      | siehe Mexiko | siehe Mexiko | siehe Mexiko | siehe Mexiko |
| Guinea                                         | siehe Senegal | siehe Senegal | siehe Senegal | siehe Senegal |
| Guinea-Bissau                                  | siehe Senegal | siehe Senegal | siehe Senegal | siehe Senegal |
| Guyana                                         | siehe Kolumbien                                                                                                  | siehe Kolumbien                                                                                                  | siehe Kolumbien                                                                                                  | siehe Kolumbien                                                                                                  |
| Haiti                                          | siehe Kuba | siehe Kuba | siehe Kuba | siehe Kuba |
| Honduras                                       | siehe Mexiko | siehe Mexiko | siehe Mexiko | siehe Mexiko |
| Indien                                         | Neu-Delhi | Katharina Wieser                                                                                                 | 2021 | Details |
| Indonesien                                     | Jakarta | Thomas Loidl (designiert)                                                                                        | 2021 | Details |
| Irak                                           | derzeit geschlossen, Aufgaben werden von der österreichischen Botschaft in Jordanien übernommen, siehe Jordanien | derzeit geschlossen, Aufgaben werden von der österreichischen Botschaft in Jordanien übernommen, siehe Jordanien | derzeit geschlossen, Aufgaben werden von der österreichischen Botschaft in Jordanien übernommen, siehe Jordanien | derzeit geschlossen, Aufgaben werden von der österreichischen Botschaft in Jordanien übernommen, siehe Jordanien |
| Iran                                           | Teheran | Wolf Dietrich Heim                                                                                               | 2021 | Details |
| Irland                                         | Dublin | Melitta Schubert                                                                                                 | 2024 | Details |
| Island                                         | siehe Dänemark                                                                                                   | siehe Dänemark                                                                                                   | siehe Dänemark                                                                                                   | siehe Dänemark                                                                                                   |
| Israel                                         | Tel Aviv | Nikolaus Lutterotti                                                                                              | 2022 | Details |
| Italien                                        | Rom | Martin Eichtinger                                                                                                | 2024 | Details |
| Jamaika                                        | siehe Kanada | siehe Kanada | siehe Kanada | siehe Kanada |
| Japan                                          | Tokio | Michael Rendi (Geschäftsträger a. i.)                                                                            | 2024 | Details |
| Jemen                                          | siehe Saudi-Arabien                                                                                              | siehe Saudi-Arabien                                                                                              | siehe Saudi-Arabien                                                                                              | siehe Saudi-Arabien                                                                                              |
| Jordanien                                      | Amman | Marieke Zimburg                                                                                                  | 2023 | Details |
| Kambodscha                                     | siehe Thailand                                                                                                   | siehe Thailand                                                                                                   | siehe Thailand                                                                                                   | siehe Thailand                                                                                                   |
| Kamerun                                        | siehe Nigeria | siehe Nigeria | siehe Nigeria | siehe Nigeria |
| Kanada                                         | Ottawa | Andreas Rendl | 2024 | Details |
| Kap Verde                                      | siehe Portugal                                                                                                   | siehe Portugal                                                                                                   | siehe Portugal                                                                                                   | siehe Portugal                                                                                                   |
| Kasachstan                                     | Astana | Andrea Bacher | 2025 | Details |
| Kenia                                          | Nairobi | Christian Fellner                                                                                                | 2018 | Details |
| Kirgisistan                                    | siehe Kasachstan                                                                                                 | siehe Kasachstan                                                                                                 | siehe Kasachstan                                                                                                 | siehe Kasachstan                                                                                                 |
| Kiribati                                       | siehe Australien                                                                                                 | siehe Australien                                                                                                 | siehe Australien                                                                                                 | siehe Australien                                                                                                 |
| Kolumbien                                      | Bogotá | Gerhard Doujak                                                                                                   | 2021 | |
| Komoren                                        | siehe Kenia | siehe Kenia | siehe Kenia | siehe Kenia |
| Demokratische Republik Kongo                   | siehe Kenia | siehe Kenia | siehe Kenia | siehe Kenia |
| Republik Kongo                                 | siehe Äthiopien                                                                                                  | siehe Äthiopien                                                                                                  | siehe Äthiopien                                                                                                  | siehe Äthiopien                                                                                                  |
| Korea, Demokratische Volksrepublik (Nordkorea) | siehe Südkorea (bis 2012: Botschaft in China, seit 2012: Botschaft in Südkorea)                                  | siehe Südkorea (bis 2012: Botschaft in China, seit 2012: Botschaft in Südkorea)                                  | siehe Südkorea (bis 2012: Botschaft in China, seit 2012: Botschaft in Südkorea)                                  | siehe Südkorea (bis 2012: Botschaft in China, seit 2012: Botschaft in Südkorea)                                  |
| Korea, Republik (Südkorea)                     | Seoul | Wolfgang Angerholzer                                                                                             | 2020 | Details |
| Kosovo                                         | Pristina | Georg Schnetzer                                                                                                  | 2023 | Details |
| Kroatien                                       | Zagreb (Agram)                                                                                                   | Josef Markus Wuketich                                                                                            | 2019 | Details |
| Kuba                                           | Havanna | Gabriele Méon-Tschürtz                                                                                           | 2022 | Details |
| Kuwait                                         | Kuwait | Ulrich Frank | 2024 | Details |
| Laos                                           | siehe Thailand                                                                                                   | siehe Thailand                                                                                                   | siehe Thailand                                                                                                   | siehe Thailand                                                                                                   |
| Lesotho                                        | siehe Südafrika                                                                                                  | siehe Südafrika                                                                                                  | siehe Südafrika                                                                                                  | siehe Südafrika                                                                                                  |
| Lettland                                       | Sitz in Wien | Bernadette Klösch                                                                                                | 2023 | |
| Libanon                                        | Beirut | Franziska Honsowitz-Friessnigg                                                                                   | 2024 | Details |
| Liberia                                        | siehe Senegal | siehe Senegal | siehe Senegal | siehe Senegal |
| Libyen                                         | Tripolis | Barbara Grosse                                                                                                   | 2024 | Details |
| Liechtenstein                                  | Sitz in Wien | Katharina Kastner                                                                                                | 2024 | |
| Litauen                                        | Sitz in Wien | Yvonne Toncic-Sorinj                                                                                             | 2018 | Details |
| Luxemburg                                      | Luxemburg | Karin Proidl | 2024 | Details |
| Madagaskar                                     | siehe Südafrika                                                                                                  | siehe Südafrika                                                                                                  | siehe Südafrika                                                                                                  | siehe Südafrika                                                                                                  |
| Malawi                                         | siehe Kenia | siehe Kenia | siehe Kenia | siehe Kenia |
| Malaysia                                       | Kuala Lumpur | Andreas Launer                                                                                                   | 2021 | Details |
| Malediven                                      | siehe Indien | siehe Indien | siehe Indien | siehe Indien |
| Mali                                           | siehe Senegal | siehe Senegal | siehe Senegal | siehe Senegal |
| Malta                                          | Sitz in Wien | Erika Bernhard                                                                                                   | 2021 | Details |
| Marokko                                        | Rabat | Anna Jankovic | 2022 | Details |
| Marshallinseln                                 | siehe Australien                                                                                                 | siehe Australien                                                                                                 | siehe Australien                                                                                                 | siehe Australien                                                                                                 |
| Mauretanien                                    | siehe Marokko | siehe Marokko | siehe Marokko | siehe Marokko |
| Mauritius                                      | siehe Südafrika                                                                                                  | siehe Südafrika                                                                                                  | siehe Südafrika                                                                                                  | siehe Südafrika                                                                                                  |
| Mexiko                                         | Mexiko-Stadt | Elisabeth Kehrer                                                                                                 | 2021 | Details |
| Föderierte Staaten von Mikronesien             | siehe Australien                                                                                                 | siehe Australien                                                                                                 | siehe Australien                                                                                                 | siehe Australien                                                                                                 |
| Moldau                                         | Chișinău | Stella Avallone                                                                                                  | 2020 | |
| Monaco                                         | siehe Frankreich                                                                                                 | siehe Frankreich                                                                                                 | siehe Frankreich                                                                                                 | siehe Frankreich                                                                                                 |
| Mongolei                                       | siehe China | siehe China | siehe China | siehe China |
| Montenegro                                     | Podgorica | Christian Steiner                                                                                                | 2024 | Details |
| Mosambik                                       | siehe Südafrika                                                                                                  | siehe Südafrika                                                                                                  | siehe Südafrika                                                                                                  | siehe Südafrika                                                                                                  |
| Myanmar                                        | siehe Thailand                                                                                                   | siehe Thailand                                                                                                   | siehe Thailand                                                                                                   | siehe Thailand                                                                                                   |
| Namibia                                        | siehe Südafrika                                                                                                  | siehe Südafrika                                                                                                  | siehe Südafrika                                                                                                  | siehe Südafrika                                                                                                  |
| Nauru                                          | siehe Australien                                                                                                 | siehe Australien                                                                                                 | siehe Australien                                                                                                 | siehe Australien                                                                                                 |
| Nepal                                          | siehe Indien | siehe Indien | siehe Indien | siehe Indien |
| Neuseeland                                     | siehe Australien                                                                                                 | siehe Australien                                                                                                 | siehe Australien                                                                                                 | siehe Australien                                                                                                 |
| Nicaragua                                      | siehe Mexiko | siehe Mexiko | siehe Mexiko | siehe Mexiko |
| Niederlande                                    | Den Haag | Engelbert (Bert) Theuermann                                                                                      | 2024 | Details |
| Niger                                          | siehe Algerien                                                                                                   | siehe Algerien                                                                                                   | siehe Algerien                                                                                                   | siehe Algerien                                                                                                   |
| Nigeria                                        | Abuja | Thomas Schlesinger                                                                                               | 2020 | Details |
| Nordmazedonien                                 | Skopje | Martin Pammer | 2023 | Details |
| Norwegen                                       | Oslo | Stefan Pehringer                                                                                                 | 2022 | Details |
| Oman                                           | Maskat | Christophe Ceska                                                                                                 | 2023 | |
| Osttimor                                       | siehe Indonesien, Details                                                                                        | siehe Indonesien, Details                                                                                        | siehe Indonesien, Details                                                                                        | siehe Indonesien, Details                                                                                        |
| Pakistan                                       | Islamabad | Andrea Wicke | 2022 | Details |
| Palästina (Vertretungsbüro EZA)                | Ramallah | unbekannt | | Details |
| Palau                                          | siehe Philippinen                                                                                                | siehe Philippinen                                                                                                | siehe Philippinen                                                                                                | siehe Philippinen                                                                                                |
| Panama                                         | siehe Kolumbien                                                                                                  | siehe Kolumbien                                                                                                  | siehe Kolumbien                                                                                                  | siehe Kolumbien                                                                                                  |
| Papua-Neuguinea                                | siehe Australien                                                                                                 | siehe Australien                                                                                                 | siehe Australien                                                                                                 | siehe Australien                                                                                                 |
| Paraguay                                       | siehe Argentinien                                                                                                | siehe Argentinien                                                                                                | siehe Argentinien                                                                                                | siehe Argentinien                                                                                                |
| Peru                                           | Lima | Renate Kobler | 2023 | Details |
| Philippinen                                    | Manila | Johann Brieger                                                                                                   | 2022 | Details |
| Polen                                          | Warschau | Andreas Stadler                                                                                                  | 2021 | Details |
| Portugal                                       | Lissabon | Christoph Meran                                                                                                  | 2021 | Details |
| Ruanda                                         | siehe Kenia | siehe Kenia | siehe Kenia | siehe Kenia |
| Rumänien                                       | Bukarest | Ulla Krauss-Nussbaumer                                                                                           | 2024 | Details |
| Russland                                       | Moskau | Werner Almhofer                                                                                                  | 2021 | Details |
| Salomonen                                      | siehe Australien                                                                                                 | siehe Australien                                                                                                 | siehe Australien                                                                                                 | siehe Australien                                                                                                 |
| Sambia                                         | siehe Kenia | siehe Kenia | siehe Kenia | siehe Kenia |
| Samoa                                          | siehe Australien                                                                                                 | siehe Australien                                                                                                 | siehe Australien                                                                                                 | siehe Australien                                                                                                 |
| San Marino                                     | siehe Vatikanstadt                                                                                               | siehe Vatikanstadt                                                                                               | siehe Vatikanstadt                                                                                               | siehe Vatikanstadt                                                                                               |
| São Tomé und Príncipe                          | siehe Nigeria | siehe Nigeria | siehe Nigeria | siehe Nigeria |
| Saudi-Arabien                                  | Riad | Oskar Wüstinger                                                                                                  | 2023 | Details |
| Schweden                                       | Stockholm | Doris Danler | 2023 | Details |
| Schweiz                                        | Bern | Maria Rotheiser-Scotti                                                                                           | 2021 | Details |
| Senegal                                        | Dakar | Ursula Fahringer                                                                                                 | 2022 | Details |
| Serbien                                        | Belgrad | Christian Ebner                                                                                                  | 2022 | Details |
| Seychellen                                     | siehe Kenia | siehe Kenia | siehe Kenia | siehe Kenia |
| Sierra Leone                                   | siehe Senegal | siehe Senegal | siehe Senegal | siehe Senegal |
| Simbabwe                                       | seit 2012 geschlossen, siehe Südafrika und Namibia                                                               | seit 2012 geschlossen, siehe Südafrika und Namibia                                                               | seit 2012 geschlossen, siehe Südafrika und Namibia                                                               | seit 2012 geschlossen, siehe Südafrika und Namibia                                                               |
| Singapur                                       | Singapur | Peter Guschelbauer                                                                                               | 2020 | |
| Slowakei                                       | Bratislava | Johannes Wimmer                                                                                                  | 2023 | Details |
| Slowenien                                      | Ljubljana | Konrad Bühler | 2024 | Details |
| Somalia                                        | siehe Kenia | siehe Kenia | siehe Kenia | siehe Kenia |
| Spanien                                        | Madrid | Enno Drofenik | 2022 | Details |
| Sri Lanka                                      | siehe Indien | siehe Indien | siehe Indien | siehe Indien |
| St. Kitts und Nevis                            | siehe Kuba | siehe Kuba | siehe Kuba | siehe Kuba |
| St. Lucia                                      | siehe Kuba | siehe Kuba | siehe Kuba | siehe Kuba |
| St. Vincent und die Grenadinen                 | siehe Kuba | siehe Kuba | siehe Kuba | siehe Kuba |
| Südafrika                                      | Pretoria | Romana Königsbrun                                                                                                | 2022 | Details |
| Sudan                                          | siehe Ägypten | siehe Ägypten | siehe Ägypten | siehe Ägypten |
| Südsudan                                       | siehe Äthiopien                                                                                                  | siehe Äthiopien                                                                                                  | siehe Äthiopien                                                                                                  | siehe Äthiopien                                                                                                  |
| Suriname                                       | siehe Brasilien                                                                                                  | siehe Brasilien                                                                                                  | siehe Brasilien                                                                                                  | siehe Brasilien                                                                                                  |
| Syrien                                         | Damaskus | Isabel Rauscher                                                                                                  | 2024 | Details |
| Tadschikistan                                  | siehe Kasachstan                                                                                                 | siehe Kasachstan                                                                                                 | siehe Kasachstan                                                                                                 | siehe Kasachstan                                                                                                 |
| Tansania                                       | siehe Kenia | siehe Kenia | siehe Kenia | siehe Kenia |
| Thailand                                       | Bangkok | Wilhelm Donko | 2022 | Details |
| Togo                                           | siehe Nigeria | siehe Nigeria | siehe Nigeria | siehe Nigeria |
| Tonga                                          | siehe Australien                                                                                                 | siehe Australien                                                                                                 | siehe Australien                                                                                                 | siehe Australien                                                                                                 |
| Trinidad und Tobago                            | siehe Kolumbien                                                                                                  | siehe Kolumbien                                                                                                  | siehe Kolumbien                                                                                                  | siehe Kolumbien                                                                                                  |
| Tschad                                         | siehe Nigeria | siehe Nigeria | siehe Nigeria | siehe Nigeria |
| Tschechien                                     | Prag | Bettina Kirnbauer                                                                                                | 2020 | Details |
| Tunesien                                       | Tunis | Stephan Vavrik                                                                                                   | 2024 | Details |
| Türkei                                         | Ankara | Gabriele Juen | 2023 | Details |
| Turkmenistan                                   | siehe Kasachstan                                                                                                 | siehe Kasachstan                                                                                                 | siehe Kasachstan                                                                                                 | siehe Kasachstan                                                                                                 |
| Tuvalu                                         | siehe Australien                                                                                                 | siehe Australien                                                                                                 | siehe Australien                                                                                                 | siehe Australien                                                                                                 |
| Uganda                                         | siehe Äthiopien                                                                                                  | siehe Äthiopien                                                                                                  | siehe Äthiopien                                                                                                  | siehe Äthiopien                                                                                                  |
| Ukraine                                        | Kiew | Arad Benkö | 2022 | Details |
| Ungarn                                         | Budapest | Astrid Harz | 2024 | Details |
| Uruguay                                        | siehe Argentinien                                                                                                | siehe Argentinien                                                                                                | siehe Argentinien                                                                                                | siehe Argentinien                                                                                                |
| Usbekistan                                     | Sitz in Wien | Clemens Koja | 2023 | |
| Vanuatu                                        | siehe Australien                                                                                                 | siehe Australien                                                                                                 | siehe Australien                                                                                                 | siehe Australien                                                                                                 |
| Vatikanstadt (Heiliger Stuhl)                  | Vatikanstadt | Marcus Bergmann                                                                                                  | 2022 | Details |
| Venezuela                                      | siehe Kuba | siehe Kuba | siehe Kuba | siehe Kuba |
| Vereinigte Arabische Emirate                   | Abu Dhabi | Etienne Berchtold                                                                                                | 2022 | Details |
| Vereinigte Staaten von Amerika                 | Washington, D.C.                                                                                                 | Petra Schneebauer                                                                                                | 2023 | Details |
| Vereinigtes Königreich                         | London | Bernhard Wrabetz                                                                                                 | 2023 | Details |
| Vietnam                                        | Hanoi | Philipp Agathonos                                                                                                | 2024 | Details |
| Belarus                                        | Minsk | Ronald Sturm (Geschäftsträger)                                                                                   | 2022 | Details |
| Zentralafrikanische Republik                   | siehe Nigeria | siehe Nigeria | siehe Nigeria | siehe Nigeria |
| Zypern                                         | Nikosia | Susanne Bachfischer                                                                                              | 2024 | Details |

## Ständige Vertreter bei internationalen Organisationen und anderen Völkerrechtssubjekten
| Organisation/Territorium | Sitz                 | Botschafter                 | Amtsantritt          | Anmerkungen           | Hauptartikel         |
| ------------------------ | -------------------- | --------------------------- | -------------------- | --------------------- | -------------------- |
| Heiliger Stuhl           | Rom                  | Marcus Bergmann             | 2022                 |                       | Details              |
| Malteser Ritterorden     | siehe Heiliger Stuhl | siehe Heiliger Stuhl        | siehe Heiliger Stuhl | siehe Heiliger Stuhl  | siehe Heiliger Stuhl |
| Europäische Union        | Brüssel              | Thomas Oberreiter           | 2023                 |                       | Details              |
| NATO                     | Brüssel              | Jürgen Meindl               | 2023                 |                       | Details              |
| Vereinte Nationen        | New York             | Gregor Koessler             | 2025                 |                       | Details              |
| Vereinte Nationen        | Genf                 | Désirée Schweitzer          | 2022                 |                       | Details              |
| Vereinte Nationen        | Wien                 | Gabriela Sellner            | 2018                 |                       | Details              |
| Europarat                | Straßburg            | Aloisia Wörgetter           | 2022                 |                       | Details              |
| OSZE                     | Wien                 | Florian Raunig              | 2018                 |                       | Details              |
| OECD                     | Paris                | Gerhard Jandl               | 2022                 |                       | Details              |
| OPCW                     | Den Haag             | Engelbert (Bert) Theuermann | 2024                 |                       |                      |
| Karibische Gemeinschaft  | Bogotá               | Gerhard Doujak              | 2021                 |                       | Details              |
| Arabische Liga           | Kairo                | Georg Pöstinger             | 2023                 |                       |                      |
| UNESCO                   | Paris                | Thomas Schnöll              | 2022                 | Geschäftsträger a. i. |                      |
| AU                       | Addis Abeba          | Simone Knapp                | 2022                 |                       |                      |
| IGAD                     | Dschibuti            | Simone Knapp                | 2022                 |                       |                      |